# Saint-Just, Eure
 Saint-Just  là một xã của tỉnh Eure, thuộc vùng Normandie, miền bắc nước Pháp.